# Athée-sur-Cher
Athée-sur-Cher är en kommun i departementet Indre-et-Loire i regionen Centre-Val de Loire i de centrala delarna av Frankrike. Kommunen ligger i kantonen Bléré som tillhör arrondissementet Tours. År 2022 hade Athée-sur-Cher 2 848 invånare.

## Befolkningsutveckling
Antalet invånare i kommunen Athée-sur-Cher
Referens:INSEE